# Brigadas de Mártires Sirios
Las Brigadas de Mártires de Siria, nombre completo de la Unión de Batallones y Brigadas de Mártires de Siria ( en árabe: تجمع كتائب وألوية شهداء سوريا‎), fue una unidad del Ejército Sirio Libre y el Frente Revolucionario de Siria que estuvo activo en la Gobernación de Idlib. La unidad se formó a principios de la Guerra Civil Siria para luchar contra el gobierno sirio. Emiratos Árabes Unidos lo catalogó como una organización terrorista

## Trasfondo

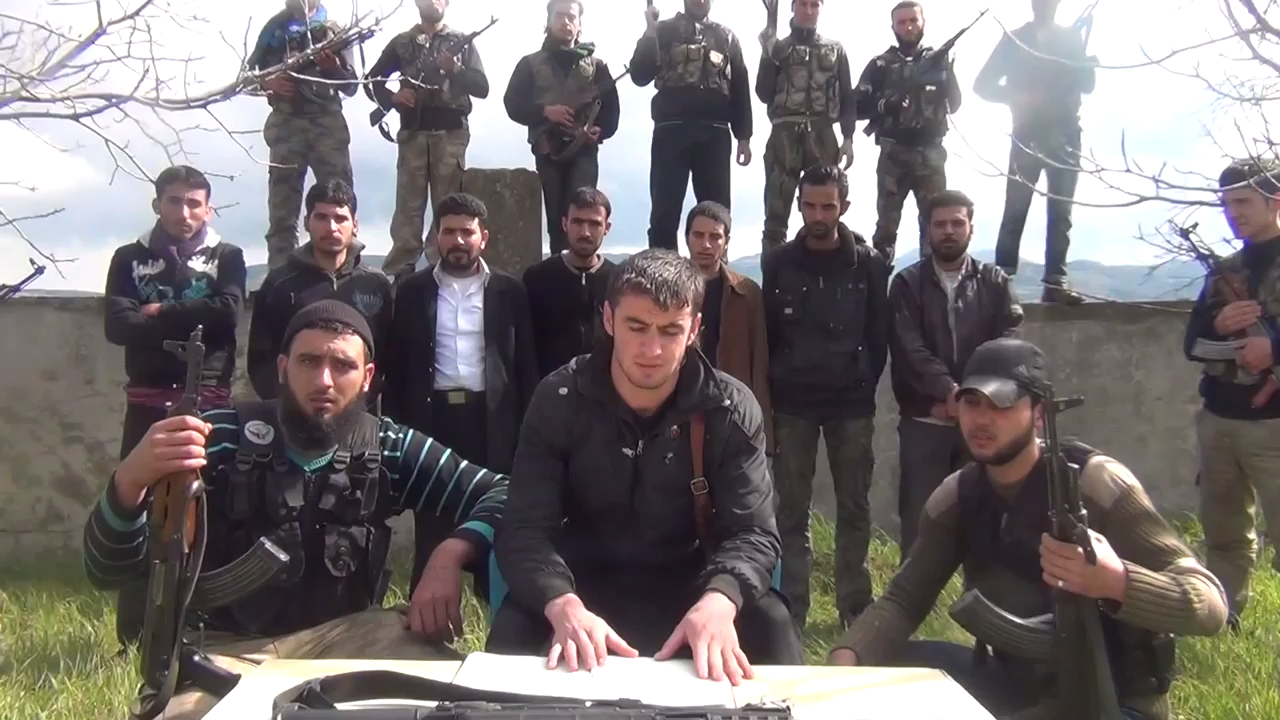
Personal de la Armada siria en Qardaha, entregando sus armas Brigadas de Mártires de Siria en la gobernación de Latakia en febrero de 2013

El Batallón de los Mártires del Monte Zawiya se formó el 15 de diciembre de 2011 y operó desde 33 aldeas que conforman la región rural Jabal Zawiya, al suroeste de Idlib . A diferencia de otro grupo rebelde que opera en Jabal Zawiya, Suqour al-Sham, el Batallón de los Mártires del Monte Zawiya estuvo estrechamente vinculado al Consejo Militar de Idlib, una estructura militar a nivel provincial que integra a diferentes grupos rebeldes. En julio de 2012, el grupo expandió su territorio operativo desde la frontera turca en el norte hasta Hama en el sur, cambió su nombre y se fusionó con otros grupos.
El grupo fue dirigido por Jamal Maarouf (conocido como Abu Khalid), que se dedico a la cacería y a la industria de la construcción, y fue uno de los primeros hombres en el área en tomar las armas contra las fuerzas de seguridad sirias, el grupo ha crecido hasta convertirse en una de las facciones rebeldes más grandes en la gobernación de Idlib.
Las Brigadas de los Mártires en Siria tradicionalmente dependiendo el apoyo de comunidades locales,  y gran parte de sus armas han sido capturadas de las fuerzas gubernamentales o compradas a unidades corruptas del ejército, pero se informó que el grupo recibe fondos y armamentos de Arabia Saudita.
El apoyo popular a las Brigadas de los Mártires disminuyó durante gran parte del 2013 debido a que sus aliados percibieron la falta de una ideología definida y las denuncias de delincuencia de grupos rebeldes rivales. En diciembre de 2013, Maarouf y su grupo se convirtieron en las figuras principales de una nueva alianza rebelde llamada Frente Revolucionario Sirio .

## Actividad
Después de sitiar la base de la Fuerza Aérea Siria en Abu al-Duhur, se atribuyó a las Brigadas de los Martires de Siria el derribo de dos aviones de combate MiG-21 y un MiG-23 en agosto y septiembre de 2012, incluido uno supuestamente derribado por el propio Maarouf.
En enero de 2014, las Brigadas de los Mártires de Siria mataron a Haji Bakr, un comandante militar de alto rango en el Estado Islámico de Irak y el grupo del Levante .

## Ideología
A diferencia de grupo islamista Suqour al-Sham, el Batallón de los Mártires del Monte Zawiya ha sido señalado de no tener una ideología propia, aunque el liderazgo tenía una línea sunita y valores rurales tradicionales. Las subunidades de los grupos a menudo recibieron el nombre de figuras nacionalistas sirias en lugar de islamistas.  Maarouf no abogaba por un estado islámico y desconfiaba de los grupos islamistas, sin embargo, su grupo coopera con ellos en el campo de batalla. 